# Battle Fever J
Battle Fever J (バトルフィーバーJ Batoru Fībā Jei), tạm dịch là 'Chiến đội Vũ công' là một bộ phim truyền hình hợp tác giữa Mỹ và Nhật Bản. Bộ phim thứ 3 của loạt phim Super Sentai, Battle Fever J là sản phẩm hợp tác giữa Toei Company vàMarvel Comics. Có tất cả 52 tập phim đã được phát sóng trên TV Asahi. Đây là chiến đội tiếp nối J.A.K.Q. Dengekitai và sau đó được kế thừa bởi Denshi Sentai Denjiman.
Các thành viên của chiến đội được đặt mật danh theo tên các quốc gia trên thế giới, lần lượt là: Battle France (Pháp), Battle Cossack (Liên Xô), Battle Kenya, Miss America (Hoa Kỳ) và Battle Japan (Nhật Bản). Đây là bộ phim đánh dấu sự xuất hiện đầu tiên của chiến binh màu đen (Black Ranger) trong loạt phim. Đây cũng là chiến đội đầu tiên trong loạt phim Super Sentai mà các anh hùng phải điều khiển robot để đánh bại quái vật khổng lồ. Phiên bản Spider-Man của Toei cũng là nguồn cảm hứng cho phần phim này và các phần tiếp theo trong loạt phim Super Sentai. Bộ truyện cũng được lấy cảm hứng một phần từ nhân vật truyện tranh Marvel là Captain America.
Bộ phim cũng đánh dấu lần đầu tiên sử dụng thuật ngữ Super Sentai (không giống như hai phần trước chỉ được gọi là Sentai, không có "Super") cho đến khi Toei thông báo vào năm 1995 rằng những chiến đội tiền nhiệm của họ là Himitsu Sentai Gorenger và J.A.K.Q. Dengekitai cũng là một phần của loạt phim Super Sentai khi Chouriki Sentai Ohranger được công bố là đội Super Sentai thứ 19.
Trong Gokaiger, Hãng phim Phương Nam đã dịch Battle Fever J thành "Đội siêu nhân nhiệt huyết".

## Nội dung
Đại tướng Kurama tập hợp bốn điệp viên trẻ được phái đi khắp thế giới để huấn luyện. Họ được tham gia cùng điều tra viên FBI Diane Martin, người có cha bị Egos sát hại. Cả năm người đã sử dụng bộ giáp để trở thành Biệt đội Battle Fever. Con át chủ bài của Biệt đội Battle Fever là Battle Fever Robo. Egos cố gắng ngăn chặn việc xây dựng Robot, nhưng những quái vật được gửi đến để thực hiện nhiệm vụ này đã bị Biệt đội Battle Fever đánh bại từng con một. Sau đó, Egos giải phóng "em trai" của Quái Vật Trâu, một bản sao robot khổng lồ của "anh trai" của nó. May mắn thay, Robot đã được hoàn thành kịp thời. Trên đó, Battle Fever Squad đánh bại Quái Vật Trâu và những kẻ kế nhiệm nó. Battle Fever Squad không bao giờ dừng lại, ngay cả khi mất đi hai thành viên (Hoa hậu Mỹ ban đầu và Battle Cossack). Với các thành viên mới, nhóm đánh bại Hedder, giờ là Quái Vật Hedder, và đột nhập vào trụ sở của Egos, nơi chúng được đưa vào Máy tạo quái vật Egos để có thể được sử dụng làm nguyên liệu cho Quái Vật Battle Fever. Nhóm phá hủy cỗ máy và tự mình tiêu diệt vị thần bí ẩn Satan Egos bằng chiêu ném kiếm Lightning Sword Rocketter. 

## Nhân vật

### Biệt đội Battle Fever
Biệt đội Battle Fever (バトルフィーバー隊 Batoru Fībā Tai): điều độc đáo của chiến đội này là ở chỗ ban đầu họ không "biến hình" thành trang phục của mình (như trong hai loạt phim trước Gorenger và JAKQ), thay vào đó họ sử dụng một cách thay đổi trang phục vô hình. Tuy nhiên, trong hầu hết các tập, các thành viên đều hét lên "Fever!" và quay xung quanh để biến hình mặc dù trong tập 24 người ta tiết lộ rằng họ có thể cất trang phục của mình trong Battleceiver.
- Den Masao (伝正夫 (Truyền Chinh Phu) Den Masao?) / Battle Japan (バトルジャパン Batoru Japan?):Cựu sĩ quan Bộ Quốc phòng. Anh ấy giỏi judo và karate. Trong buổi điểm danh của đội, anh ấy biểu diễn một điệu nhảy lấy cảm hứng từ võ thuật. 21 năm sau khi Battle Fever J kết thúc, Battle Japan xuất hiện với tư cách là một trong 24 Red Rangers trong Hyakujuu Sentai Gaoranger vs. Super Sentai.
- Battle Cossack (バトルコサック Batoru Kosakku?): Có biệt danh Chiến binh Cam đầu tiên trong lịch sử Super Sentai và có 2 nhân vật đảm nhận vị trí này.
  - Shiraishi Kensaku (白石謙作 (Bạch Thạch Khiêm Tác) Shiraishi Kensaku?) (1-33): Anh ấy giỏi về khoa học cũng như chiến tranh. Trong buổi điểm danh của đội, anh ấy đã biểu diễn điệu múa truyền thống của Liên Xô. Anh ấy là người đứng thứ hai ban đầu chỉ huy đội. Trong tập 33, anh rời khỏi Big Baser mà không có đồng phục Battle Cossack và bị một đội quân Cutmen bắn chết khi cố gắng cứu một bé gái tên Mayumi khỏi lực lượng của Egos. Anh ấy thích chơi Pachinko và thích ăn trứng cá muối.
  - Jin Makoto (神誠 (Thần Thành) Jin Makoto?) (33-52): Một chàng cao bồi thầm lặng. Người của hành động chứ không phải lời nói. Một nhà khoa học được đào tạo tại Bộ Quốc phòng cùng với Kensaku. Anh tham gia Battle Fever để trả thù cho cái chết của bạn mình. Makoto là một tay thiện xạ lão luyện. Anh ấy là người cô độc, thích đi một mình.
- Shida Kyousuke (志田京介 (Chí Điền Kinh Giới) Shida Kyōsuke?) / Battle France (バトルフランス Batoru Furansu?): Anh ấy đã được huấn luyện chiến đấu ở Pháp. Anh trở thành người chỉ huy thứ hai mới của đội sau cái chết của Kensaku. Bình thường anh là một chuyên gia thẩm mỹ, một chàng trai bảnh bao và ăn chơi. Anh ấy thích ăn escargot. Trong buổi điểm danh của đội, anh ấy biểu diễn điệu nhảy flamenco.
- Akebono Shiro (曙四郎 (Thự Tứ Lang) Akebono Shirō?) / Battle Kenya (バトルケニア Batoru Kenia?): là Chiến Binh Đen đầu tiên trong lịch sử Super Sentai. Anh ấy đã được huấn luyện chiến đấu ở Kenya. Anh ấy là một đứa trẻ hoang dã có thể nói chuyện với động vật. Trong buổi điểm danh của đội, anh ấy biểu diễn một điệu nhảy của bộ lạc. Anh ấy ăn bất cứ thứ gì, khẩu vị của anh không được các thành viên khác trong nhóm đánh giá cao. Shirou sau đó xuất hiện trong Kaizoku Sentai Gokaiger. Về chủ đề, anh ấy cũng có chủ đề tương tự như siêu anh hùng Marvel Black Panther.
- Miss America (ミスアメリカ Misu Amerika?): Biệt danh màu hồng được trang bị dao ném. Trong cuộc điểm danh của đội, cô ấy biểu diễn một điệu nhảy disco.
  - Diane Martin (ダイアン・マーチン Daian Māchin?) (1-24): Một đặc vụ FBI tham gia Battle Fever Squad để trả thù cho cha cô là Bosner, người đã bị Egos giết chết. Trong tập 24, sau khi bị Quái vật Dracula làm bị thương, cô đã trở về Hoa Kỳ. Diane có một người chị tên là Catherine.
  - Maria Nagisa (汀マリア (Thinh Maria) Nagisa Maria?) (24-52): Một đặc vụ FBI được cha của Diane Martin huấn luyện. Khi Diane bị thương, Maria đã thay thế cô và sau đó ở lại vĩnh viễn khi Diane quyết định quay trở lại Hoa Kỳ.

#### Trang bị
- Battleceiver (バトルシーバー Batorushībā?): Thiết bị liên lạc của Battle Fever Squad, trong Tập 24 đã tiết lộ rằng bộ đồ Battle Fever có thể được cất giữ bên trong.
- Command Bat (コマンドバット Komando Batto?): Vũ khí tiêu chuẩn của Battle Fever Squad. Nó biến thành vũ khí được chỉ định của Battle Fever Squad, hình thành bazooka hoặc boomerang Penta Force (ペンタフォース Penta Fōsu?).

#### Phương tiện
- Battle Fever Car (バトルフィーバーカー Batoru Fībā Kā?): Mazda RX-7 màu xanh nguyên bản được Battle Japan và Miss America sử dụng.
- Three Machines (スリーマシーン Surī Mashīn?): Những chiếc xe máy được phần còn lại của BFS sử dụng. Trong tập 35, Miss America lái chiếc mô tô của Battle France.

#### Mecha
- Big Baser (ビッグベイザー Biggu Beizā?): Trụ sở dưới đáy biển giống như chiếc hộp của Battle Fever Squad. Nó có thể di chuyển từ nơi này sang nơi khác dưới biển.
- Battle Shark (バトルシャーク Batoru Shāku?): Một tàu sân bay cơ khí giống như tàu ngầm. Chia đôi để khởi động Battle Fever Robo và lưu trữ tất cả vũ khí của nó.
- Battle Fever Robo (バトルフィーバーロボ Batoru Fībā Robo?): Giống như một samurai, đây là siêu robot đầu tiên trong lịch sử Super Sentai. Nó có nhiều loại vũ khí.

### Đồng minh
- Đại tướng Kurama Tetsuzan (倉間鉄山将軍 Kurama Tetsuzan Shōgun?): Trưởng phòng khoa học đặc biệt của Bộ Quốc phòng, người đã thành lập Biệt đội Battle Fever. Ông là bậc thầy về kiếm thuật truyền thống của Nhật Bản.
- Nakahara Keiko (中原ケイコ Nakahara Keiko?): Một trong những đặc vụ điều hành Big Baser.
- Ueno Tomoko (上野トモコ Ueno Tomoko?): Đặc vụ còn lại điều hành Big Baser.
- Nakahara Masaru (中原マサル Nakahara Masaru?): Em trai của Keiko.
- Ueno Yuki (上野ユキ Ueno Yuki?): Em gái của Tomoko. Được Egos sử dụng trong tập 27 để tìm căn cứ của Battle Fever.
- Kyutaro (九太郎 Kyūtarō?): Robot chim sáo do Tetsuzan chế tạo như một món quà. Thường có cái nhìn sâu sắc về tình hình. Được tiết lộ trong tập 51 có tích hợp tia đóng băng.

### Hội kín Egos
Hội kín Egos (秘密結社エゴス Himitsu Kessha Egosu): là một tà giáo của những kẻ ích kỷ điên rồ có ý định đẩy thế giới vào hỗn loạn.
- Satan Egos (サタンエゴス Satan Egosu?): Cái đầu bí ẩn, hoàn toàn phủ một màu đen. Hắn ta tạo ra các Quái Vật Egos, gọi chúng là "Những đứa con yêu dấu của ta". Họ gọi hắn là "Cha". Cuối cùng hắn ta bị giết bởi Lightning Sword Rocketter.
- Chỉ huy Hedder (ヘッダー指揮官 Heddā Shikikan?) (1–51): Thầy tế lễ thượng phẩm của Egos. Sau đó hắn ta trở thành Quái Vật Hedder sau cái chết dưới tay Kurama và bị giết lần thứ hai bởi đòn tấn công mới của Battle Fever J, Battle Fever Power.
- Salomé (サロメ Sarome?) (19–52): Một sĩ quan chi nhánh người Mỹ của Egos đã đến Nhật Bản để hỗ trợ Hedder bằng siêu sức mạnh của cô ấy. Cô ta chịu trách nhiệm cho tất cả các vụ ám sát ở Mỹ. Cô để mình bị Battle Fever bắt sau khi tấn công và thay thế một số cảnh sát bằng những người cắt trang cải trang, những người mà cô đã đánh cắp một tỷ yên để đưa cho Egos. Cô ấy tin rằng mình được đưa đến Căn cứ Battle Fever, nhưng thực tế là cô ấy được đưa đến một nhà kho. Cô ấy mang theo một chiếc gương cầm tay có thiết bị theo dõi trong đó, cô ấy dùng nó để bắn các tia năng lượng mặt trời hoặc đánh đập mọi người. Cô ấy đã bị giết trong lâu đài đang sụp đổ khi Satan Egos chạy trốn. Những lời cuối cùng của cô ấy là cầu xin Egos giúp đỡ cô ấy.
- Cutmen (カットマン Kattoman?): Những người lính bộ binh mặc đồ xám và đen được trang bị súng máy MP40.
- Quái Vật Egos (エゴス怪人 Egosu Kaijin?)
  1. Quái Vật Dù
  2. Quái Vật Móng Vuốt Sư Tử
  3. Quái Vật Tử Diện
  4. Quái Vật Năng Lực Tâm Linh
  5. Quái Vật Trâu
  6. Quái Vật Doguu
  7. Quái Vật Cầu Lửa
  8. Quái Vật Thể Thao
  9. Quái Vật Gai Băng
  10. Quái Vật Naumann
  11. Quái Vật Rắn Hổ Mang
  12. Nữ Quái Hoa Hồng
  13. Quái Vật Trứng
  14. Quái Vật Ngân Hà
  15. Quái Vật Ốc Sên
  16. Quái Vật Chiến Đấu Tay Đôi
  17. Quái Vật Tĩnh Mạch Xanh
  18. Quái Vật Nam Châm
  19. Quái Vật Răng Khía
  20. Quái Vật Khủng Long
  21. Quái Vật Ma
  22. Quái Vật Dracula
  23. Quái Vật Phép Thuật
  24. Quái Vật Băng Dính
  25. Quái Vật Mặt Nạ Đen
  26. Quái Vật Nhím Biển Sứa
  27. Quái Vật Kuchisake
  28. Quái Vật Kén Ăn
  29. Quái Vật Hám Tiền
  30. Quái Vật Giun Đất
  31. Quái Vật Đại Bàng
  32. Quái Vật Ve Sầu
  33. Quái Vật Cá Cổ Đại
  34. Quái Vật Bom
  35. Quái Vật Bốn Mặt
  36. Quái Vật Nấm Đầu Lâu
  37. Quái Vật Rắn Thợ Săn
  38. Quái Vật Học Sinh
  39. Quái Vật Búp Bê Cơ Khí
  40. Quái Vật Điện
  41. Quái Vật Đá Lăn
  42. Quái Vật Ảo Ảnh
  43. Quái Vật Trái Tim
  44. Quái Vật Lời Nguyền
  45. Quái Vật Tay Trái
  46. Quái Vật Đại Đạo Chích
  47. Quái Vật Bẫy Kẹp
  48. Quái Vật Râu Yêu Quái
  49. Quái Vật Hedder

## Tập phim
| TT. | Tiêu đề | Đạo diễn        | Biên kịch     | Ngày phát hành gốc   |
| --- | --- | --------------- | ------------- | -------------------- |
| 1   | "Assault!! Run to the Ballpark" "Totsugeki!! Kyūjō e Hashire" (tiếng Nhật: 突撃！！球場へ走れ)                    | Koichi Takemoto | Susumu Takaku | 3 tháng 2 năm 1979   |
| 2   | "Egos' Monster-Making Method" "Egosu Kaijin Seizō Hō" (tiếng Nhật: エゴス怪人製造法)                              | Koichi Takemoto | Shozo Uehara  | 10 tháng 2 năm 1979  |
| 3   | "Search for the Spy!" "Supai o Sagase!" (tiếng Nhật: スパイを探せ！)                                              | Itaru Orita     | Susumu Takaku | 17 tháng 2 năm 1979  |
| 4   | "It's a Super-Powered Trap!" "Chōmaryoku no Wana da!" (tiếng Nhật: 超魔力の罠だ！)                                | Itaru Orita     | Shozo Uehara  | 24 tháng 2 năm 1979  |
| 5   | "Robot Big Dogfight" "Robotto Dai Kūchūsen" (tiếng Nhật: ロボット大空中戦)                                        | Koichi Takemoto | Susumu Takaku | 3 tháng 3 năm 1979   |
| 6   | "Launch the Multipurpose Battleship" "Bannō Senkan Hasshin Seyo" (tiếng Nhật: 万能戦艦発進せよ)                   | Koichi Takemoto | Shozo Uehara  | 10 tháng 3 năm 1979  |
| 7   | "The House Burns!!" "O-uchi ga Moeru!!" (tiếng Nhật: お家が燃える！！)                                            | Itaru Orita     | Susumu Takaku | 17 tháng 3 năm 1979  |
| 8   | "The Riddle of the Strongarm Ace" "Tetsuwan Ēsu no Nazo" (tiếng Nhật: 鉄腕エースの謎)                             | Itaru Orita     | Shozo Uehara  | 24 tháng 3 năm 1979  |
| 9   | "The Woman from the Land of Ice" "Kōri no Kuni no Onna" (tiếng Nhật: 氷の国の女)                                  | Koichi Takemoto | Susumu Takaku | 31 tháng 3 năm 1979  |
| 10  | "I Saw the Naumann Elephant" "Nauman-zō o Mita" (tiếng Nhật: ナウマン象を見た)                                    | Koichi Takemoto | Shozo Uehara  | 7 tháng 4 năm 1979   |
| 11  | "The Great Case of the Pet Kidnapping" "Petto Yūkai Dai Jiken" (tiếng Nhật: ペット誘拐大事件)                     | Itaru Orita     | Susumu Takaku | 14 tháng 4 năm 1979  |
| 12  | "The Cursed Killing Method, Rose Snowstorm" "Noroi Sappō Bara Fubuki" (tiếng Nhật: 呪い殺法バラ吹雪)              | Itaru Orita     | Takashi Ezure | 21 tháng 4 năm 1979  |
| 13  | "Golden Eggs and Sunny-Side-Up Eggs" "Kin no Tamago to Medamayaki" (tiếng Nhật: 金の卵と目玉焼き)                 | Minoru Yamada   | Shozo Uehara  | 28 tháng 4 năm 1979  |
| 14  | "Marriage of the Beauty and the Beast" "Bijo to Yajū no Kekkon" (tiếng Nhật: 美女と野獣の結婚)                    | Minoru Yamada   | Shozo Uehara  | 5 tháng 5 năm 1979   |
| 15  | "Egos' Hellish Cooking" "Egosu no Jigoku Ryōri" (tiếng Nhật: エゴスの地獄料理)                                    | Koichi Takemoto | Susumu Takaku | 12 tháng 5 năm 1979  |
| 16  | "The Tragedy of the Unarmed-Combat Queen" "Kakutōgi Joō no Higeki" (tiếng Nhật: 格闘技女王の悲劇)                 | Koichi Takemoto | Takashi Ezure | 19 tháng 5 năm 1979  |
| 17  | "Steal the Monster Machine" "Kaibutsu Mashin o Ubae" (tiếng Nhật: 怪物マシンを奪え)                               | Itaru Orita     | Shozo Uehara  | 26 tháng 5 năm 1979  |
| 18  | "Hurry to the Dove's Nest of Evil" "Hato yo Aku no Su e Isoge" (tiếng Nhật: 鳩よ悪の巣へ急げ)                     | Itaru Orita     | Shozo Uehara  | 2 tháng 6 năm 1979   |
| 19  | "The World's Strongest Beauty!!" "Sekai Saikyō no Bijo" (tiếng Nhật: 世界最強の美女！！)                          | Koichi Takemoto | Susumu Takaku | 9 tháng 6 năm 1979   |
| 20  | "Hazardous Ghost Hunting" "Kiken na Yūrei Kari" (tiếng Nhật: 危険な幽霊狩り)                                      | Koichi Takemoto | Hirohisa Soda | 16 tháng 6 năm 1979  |
| 21  | "Assault the Dinosaur Peninsula!!" "Kyōryū Hantō e Totsugeki" (tiếng Nhật: 恐竜半島へ突撃！！)                    | Minoru Yamada   | Shozo Uehara  | 23 tháng 6 năm 1979  |
| 22  | "The Female Spy Team's Counterattack" "Onna Supai Dan no Gyakushū" (tiếng Nhật: 女スパイ団の逆襲)                 | Minoru Yamada   | Shozo Uehara  | 30 tháng 6 năm 1979  |
| 23  | "Decisive Battle!! All Monsters Appear" "Kessen!! Kaijin Sō Tōjō" (tiếng Nhật: 決戦！！怪人総登場)                | Koichi Takemoto | Susumu Takaku | 7 tháng 7 năm 1979   |
| 24  | "Tears! Diane Falls" "Namida! Daian Taoru" (tiếng Nhật: 涙！ダイアン倒る)                                         | Koichi Takemoto | Susumu Takaku | 14 tháng 7 năm 1979  |
| 25  | "The Film Studio is a Strange Haunt" "Satsueijo wa Kaiki Makyō" (tiếng Nhật: 撮影所は怪奇魔境)                    | Koichi Takemoto | Shozo Uehara  | 21 tháng 7 năm 1979  |
| 26  | "The Bandage Man's Masked Report" "Hōtai Otoko no Kamen Hōkoku" (tiếng Nhật: 包帯男の仮面報告)                    | Itaru Orita     | Hirohisa Soda | 28 tháng 7 năm 1979  |
| 27  | "Beware of First Love Thief" "Hatsukoi Dorobō ni Goyōjin" (tiếng Nhật: 初恋泥棒にご用心)                          | Itaru Orita     | Shozo Uehara  | 4 tháng 8 năm 1979   |
| 28  | "Chase the Mysterious Boat" "Nazo no Bōto o Oe" (tiếng Nhật: 謎のボートを追え)                                    | Koichi Takemoto | Shozo Uehara  | 11 tháng 8 năm 1979  |
| 29  | "Did You See Her!? The Woman With the Torn Mouth" "Mita ka!? Kuchisake Onna" (tiếng Nhật: 見たか！？口裂け女)     | Koichi Takemoto | Takashi Ezure | 18 tháng 8 năm 1979  |
| 30  | "The Bizarre Taste, Omnivorous Head Chef" "Akujiki Zasshoku no Ryōrichō" (tiếng Nhật: 悪食雑食の料理長)           | Minoru Yamada   | Hirohisa Soda | 25 tháng 8 năm 1979  |
| 31  | "Violent Dash Truck Siblings" "Gekisō Torakku Kyōdai" (tiếng Nhật: 激走トラック兄妹)                              | Minoru Yamada   | Hirohisa Soda | 1 tháng 9 năm 1979   |
| 32  | "Hometown Homicide Village" "Furusato Satsujin Mura" (tiếng Nhật: ふるさと殺人村)                                 | Koichi Takemoto | Shozo Uehara  | 8 tháng 9 năm 1979   |
| 33  | "Cossack Dies in Love" "Kosakku Ai ni Shisu" (tiếng Nhật: コサック愛に死す)                                       | Koichi Takemoto | Shozo Uehara  | 15 tháng 9 năm 1979  |
| 34  | "The Dark Shogun Who Laughs in Hell" "Jigoku de Warau Yami Shōgun" (tiếng Nhật: 地獄で笑う闇将軍)                 | Itaru Orita     | Shozo Uehara  | 22 tháng 9 năm 1979  |
| 35  | "Starving Big Panic" "Harapeko Dai Panikku" (tiếng Nhật: 腹ペコ大パニック)                                        | Itaru Orita     | Shozo Uehara  | 29 tháng 9 năm 1979  |
| 36  | "The Blown-Up Wedding" "Bakuhasareta Kekkonshiki" (tiếng Nhật: 爆破された結婚式)                                  | Kimio Hirayama  | Shozo Uehara  | 6 tháng 10 năm 1979  |
| 37  | "Lightning Sword vs. Pinwheel Sword" "Denkōken Tai Fūshaken" (tiếng Nhật: 電光剣対風車剣)                         | Kimio Hirayama  | Hirohisa Soda | 13 tháng 10 năm 1979 |
| 38  | "The Bizarre Party's Trap" "Kaiki Pātī no Wana" (tiếng Nhật: 怪奇パーティーの罠)                                  | Koichi Takemoto | Shozo Uehara  | 20 tháng 10 năm 1979 |
| 39  | "The Friend Who Became a Demon" "Akuma ni Natta Tomo" (tiếng Nhật: 悪魔になった友)                                | Koichi Takemoto | Shozo Uehara  | 27 tháng 10 năm 1979 |
| 40  | "The Beautiful Teacher, in the Nick of Time" "Bijin Sensei Kikiippatsu" (tiếng Nhật: 美人先生危機一髪)            | Koichi Takemoto | Takashi Ezure | 3 tháng 11 năm 1979  |
| 41  | "A Big Come-from-behind on the Verge of Explosion" "Bakuha Sunzen no Dai Gyakuten" (tiếng Nhật: 爆破寸前の大逆転) | Itaru Orita     | Takashi Ezure | 10 tháng 11 năm 1979 |
| 42  | "The Fireworks of Electric Human Love" "Denki Ningen Ai no Hanabi" (tiếng Nhật: 電気人間愛の花火)                 | Itaru Orita     | Shozo Uehara  | 17 tháng 11 năm 1979 |
| 43  | "Assassin Jackal" "Ansatsusha Jakkaru" (tiếng Nhật: 暗殺者ジャッカル)                                             | Koichi Takemoto | Susumu Takaku | 24 tháng 11 năm 1979 |
| 44  | "The Tsukikage Clan of Hell Valley" "Jigoku-dani no Tsukikage Ichizoku" (tiếng Nhật: 地獄谷の月影一族)            | Koichi Takemoto | Takashi Ezure | 1 tháng 12 năm 1979  |
| 45  | "Five Minutes Before the Heart Stops!" "Shinzō Teishi Gofun Mae" (tiếng Nhật: 心臓停止五分前！)                   | Koichi Takemoto | Takashi Ezure | 8 tháng 12 năm 1979  |
| 46  | "The Cursed Straw Doll" "Noroi no Wara Ningyō" (tiếng Nhật: 呪いのワラ人形)                                       | Itaru Orita     | Shozo Uehara  | 15 tháng 12 năm 1979 |
| 47  | "A Mystery! Strategic Grass-Lot Baseball" "Kai! Bōryaku no Kusayakyū" (tiếng Nhật: 怪！謀略の草野球)              | Itaru Orita     | Hirohisa Soda | 22 tháng 12 năm 1979 |
| 48  | "The Big Thief and the Robber Boy" "Dai Tōzoku to Dorobō Shōnen" (tiếng Nhật: 大盗賊と泥棒少年)                   | Kimio Hirayama  | Susumu Takaku | 29 tháng 12 năm 1979 |
| 49  | "The Five Second Graders Rebel Army" "Ninen Gokumi no Hanrangun" (tiếng Nhật: 2年5組の反乱軍)                     | Kimio Hirayama  | Shozo Uehara  | 5 tháng 1 năm 1980   |
| 50  | "The Demon Who Aims at the Shogun's Mask" "Shōgun o Nerau Fukumen-ki" (tiếng Nhật: 将軍を狙う覆面鬼)              | Kimio Hirayama  | Shozo Uehara  | 12 tháng 1 năm 1980  |
| 51  | "Egos' Revival Ceremony" "Egosu Fukkatsu no Kishiki" (tiếng Nhật: エゴス復活の儀式)                               | Itaru Orita     | Shozo Uehara  | 19 tháng 1 năm 1980  |
| 52  | "The Symphony of the Heroes" "Eiyūtachi no Kōkyōkyoku" (tiếng Nhật: 英雄たちの交響曲)                             | Itaru Orita     | Shozo Uehara  | 26 tháng 1 năm 1980  |

## Phim điện ảnh
Có một bản chiếu rạp của Battle Fever J được phát hành như một phần của Toei Manga Matsuri vào ngày 29 tháng 7 năm 1979. Đây là phiên bản điện ảnh của Tập 5 "Robot Big Dogfight". Tuy nhiên, điều thú vị là phiên bản này không xuất hiện trên DVD tổng hợp Super Sentai Movie của Toei, nhưng nó đã xuất hiện trong loạt DVD Tokusatsu Hero The Movie của Toei, được giới thiệu trên Tập 5 của bộ sưu tập đó.

## Diễn viên
- Masao Den: Hironori Tanioka (谷岡弘規 Tanioka Hironori?)
- Kensaku Shiraishi: Yukio Itou (伊藤武史 Itō Yuiko?)
- Makoto Jin: Naoya Ban (伴直弥 Ban Naoya?)
- Kyosuke Shida: Yuuhei Kurachi (倉地雄平 Kurachi Yūhei?)
- Shiro Akebono: Kenji Ohba (大葉健二 Ōba Kenji?)
- Diane Martin: Diane Martin (ダイアン・マーチン Daian Māchin?)
  - Diane Martin (lồng tiếng): Lisa Komaki (小牧リサ Komaki Risa?) (Tập 1-14 & 17-24) / Keiko Yokozawa (横沢啓子 Yokozawa Keiko?) (Tập 15 & 16)
- Maria Nagisa: Naomi Hagi (萩奈穂美 Hagi Naomi?)
- General Tetsuzan Kurama: Chiyonosuke Azuma (東千代之介 Azuma Chiyonosuke?)
- Keiko Nakahara: Noriko Itō (伊東範子 Itō Noriko?)
- Masaru Nakahara: Takumi Satō (佐藤たくみ Satō Takumi?)
- Tomoko Ueno: Keiko Kanno (菅野啓子 Kanno Keiko?)
- Yuki Ueno: Michiyo Satō (佐藤三千代 Satō Michiyo?)
- Akio Hamamura: Shin'ichi Yoshimiya (吉宮慎一 Yoshimiya Shin'ichi?)
- Shigeo Aoki: Seiji Suzuki (鈴木誠司 Suzuki Seiji?)
- Kyutaro (voice): Hisako Kyōda (京田尚子 Kyōda Hisako?)
- Commander Hedder: Kenji Ushio (潮建志 Ushio Kenji?) (Tập 1, 3, 5 & 7[note 1]) / Masashi Ishibashi (石橋雅史 Ishibashi Masashi?) (Tập 4, 6 & 8-51)
- Salome: Maki Ueda (マキ上田 Maki Ueda?) (Tập 19 - 52)
- Satan Egos (voice): Shōzō Iizuka (飯塚昭三 Īzuka Shōzō?)
- Narrator: Tōru Ōhira (大平 透 Ōhira Tōru?)

### Khách mời
- Boiser Martin (Diane's father) (1 & 24): David Friedman
- Fake Diane Martin (Umbrella Monster's Human Form) (1)/Ayoko Ichijoji (52): Eri Kanuma
- Hikaru Amano (2): Maki Tachibana
- Miyoko Akiyama (2): Sumiko Kakizaki
- Hidemi (2): Ako Kami
- Editor In Chief Azuma / Death Mask Monster (3): Machiko Soga
- Member Of Scientific Journal (3): Kenzo Arai
- Bengal Tiger / Psychocinesis Monster (4): Masashi Ishibashi
- Sambo Segawa (4): Teiji Omiwa
- Sagaguchi Family (5)
  - Director Sakaguchi: Nobuyuki Katsube
  - Yoko Sakaguchi: Yukiko Ebina
  - Kenichi Sakaguci: Yoichi Hirose
- Ken (6): Seiichi Ando
- Hideo Toyota (7): Minoru Takeuchi
- Nurse (7): Ritsuko Fujiyama
- Fireman (7): Satoshi Kurihara
- Policeman (7): Toshimichi Takahashi
- Dr. Yoneyama (8): Yoshikazu Sugi
- Koji Matsui (8): Kazuhito Ando
- Katayama Family (9)
  - Shinichiro Katayama: Shun Domon
  - Mitsuko Katayama: Junko Mihara
- Master Of Dealer Gun (9): Koji Sekiyama
- Teacher Moriyama (10): Kei Sunaga
- Teacher (11): Junko Asashina
- Xinyi Fukuda (11): Nobuyoshi Fukuda
- Junko Nogata / Rosalinka Monster (12): Mariko Jun
- Suzumoto Family (13)
  - Yuzo Suzumoto: Masaya Taki
  - Yaeko Suzumoto: Ai Komachi
  - Yuichi Suzumoto: Masami Zaizen
  - Yuichi's Sister: Tsuneko Kikuchi
- Rumi (13): Akemi Watanabe
- Yohei Oyama (14): Hiroshi Kusajiki
- Mizusawa Family (14)
  - Kumiko Mizusawa: Rika Miura
  - Miyoko Mizusawa: Michiyo Sato
- Cuttman (14): Hiro Kawarazaki
- Catherine (15): Tomomi Umeda
- Raita (15): Mirai Takeshi Sekiguchi
- Black Tiger Mari (16): Mitchi Love
- Mitsuru Okiyama (16): Naoya Uchida
- Black Snake (16): Jaguar Yokota (as Rimi Yokota)
- Hand-to-Hand Combat Monster : Kim Oomae
- Torishima Family (17)
  - Daisuke Torishima/Dr. Taichi Torishima: Akira Oizumi
- Kuroda (17): Eiji Karasawa
- Racing Driver (17): Yojiro Terada
- Iwamoto Family (18)
  - Director Iwamoto: Takashi Tabata
  - Kazuki Iwamoto: Hajime Nakamura
  - Grandmother Iwamoto: Toyoko Takechi
- Ryoko (20): Sayoko Tanimoto
- Spy Women's (21 & 22)
  - Zero One: Yukie Kagawa
  - Zero Two: Rie Mikawa
- Arishima Family (21 & 22)
  - Senzo Arishima: Genji Kawai
  - Shinobu Arishima: Kaoru Asakawa
- Old Woman (24): Keiko Orihara
- Catherine Martin (24): Louise Phillipe
- Sayuri Kurihara (25): Lisa Komaki
- Director (25): Gozo Soma
- Charmain Yumeno (25): Takeshi Yamamoto
- Yoshio Murano (32): Kenichi Endō
- Professor Mimura (33): Shiro Ooki
- Mayumi Mimura (33): Mika Matsushita
- Akira Jin (34): Toshiaki Kamohara
- Car Owner (34): Kin'ya Sugi
- Doutor Sekine/Hyde Monster (39): Shinji Todo
- Tsuyoshi Takeuchi (The Jackal) (43): Ryo Tomota
- Eye's Man (1944): Shinzo Tanabe
- Monshiro Ocho / Illusion Monster (44): Sumie Sakai

## Âm nhạc
Nhạc mở đầu
- "Battle Fever J" (バトルフィーバーJ Batoru Fībā Jei?)
  - Lyrics: Keisuke Yamakawa (山川 啓介 Yamakawa Keisuke?)
  - Composition and Arrangement: Michiaki Watanabe (渡辺 宙明 Watanabe Michiaki?)
  - Artist: MoJo with the Columbia Yurikago-Kai
- "Battle Fever J (Alternate Opening)"
  - Lyrics: Keisuke Yamakawa
  - Composition and Arrangement: Michiaki Watanabe
  - Artist: MoJo, Columbia Yurikago-Kai, Feeling Free

Nhạc kết thúc
- "Yūsha ga Yuku" (勇者が行く? "Brave Men Go")
  - Lyrics: Saburō Yatsude
  - Composition and Arrangement: Michiaki Watanabe
  - Artist: MoJo

## Phát sóng quốc tế
- Tại quê hương Nhật Bản, chỉ có Tập 8 được Toei Video phát hành trên VHS. Từ ngày 21 tháng 6 năm 1999 đến ngày 21 tháng 6 năm 2000, lần đầu tiên nó được phát hành dưới dạng một bộ truyện đầy đủ trên Laserdisc và trải rộng qua nhiều tập. Mỗi tập gồm hai đĩa có tám tập, trong đó Tập 7 chỉ có 1 đĩa có bốn tập. Từ ngày 21 tháng 2 năm 2007 đến ngày 21 tháng 6 năm 2007, lần đầu tiên bộ phim được phát hành dưới dạng DVD. Nhưng nó đã hết bản in trong một thời gian cho đến ngày 21 tháng 9 năm 2012, khi quá trình sản xuất tiếp tục được tiếp tục với việc hoàn thành tất cả các DVD Super Sentai. Mỗi tập gồm 11 tập (Tập 4 có 10 tập và Tập 5 có 9 tập).
- Loạt phim này được phát sóng trên BBC-2 vào năm 1982.
- Bộ phim được phát sóng tại bang Hawaii của Hoa Kỳ, nơi Battle Fever J rất nổi tiếng.[3] Cùng với Himitsu Sentai Gorenger, Android Kikaider, Kamen Rider V3, Warrior of Love Rainbowman và nhiều bộ phim khác, tất cả đều được chiếu bằng tiếng Nhật với phụ đề tiếng Anh do JN Productions cung cấp trên KIKU Channel 13.
- Bộ phim cũng được phát sóng ở Thái Lan vào cuối những năm 1990 với tựa đề Ranger J trên MCOT Channel 9 với bản lồng tiếng Thái.